# Rhein-Neckar Löwen

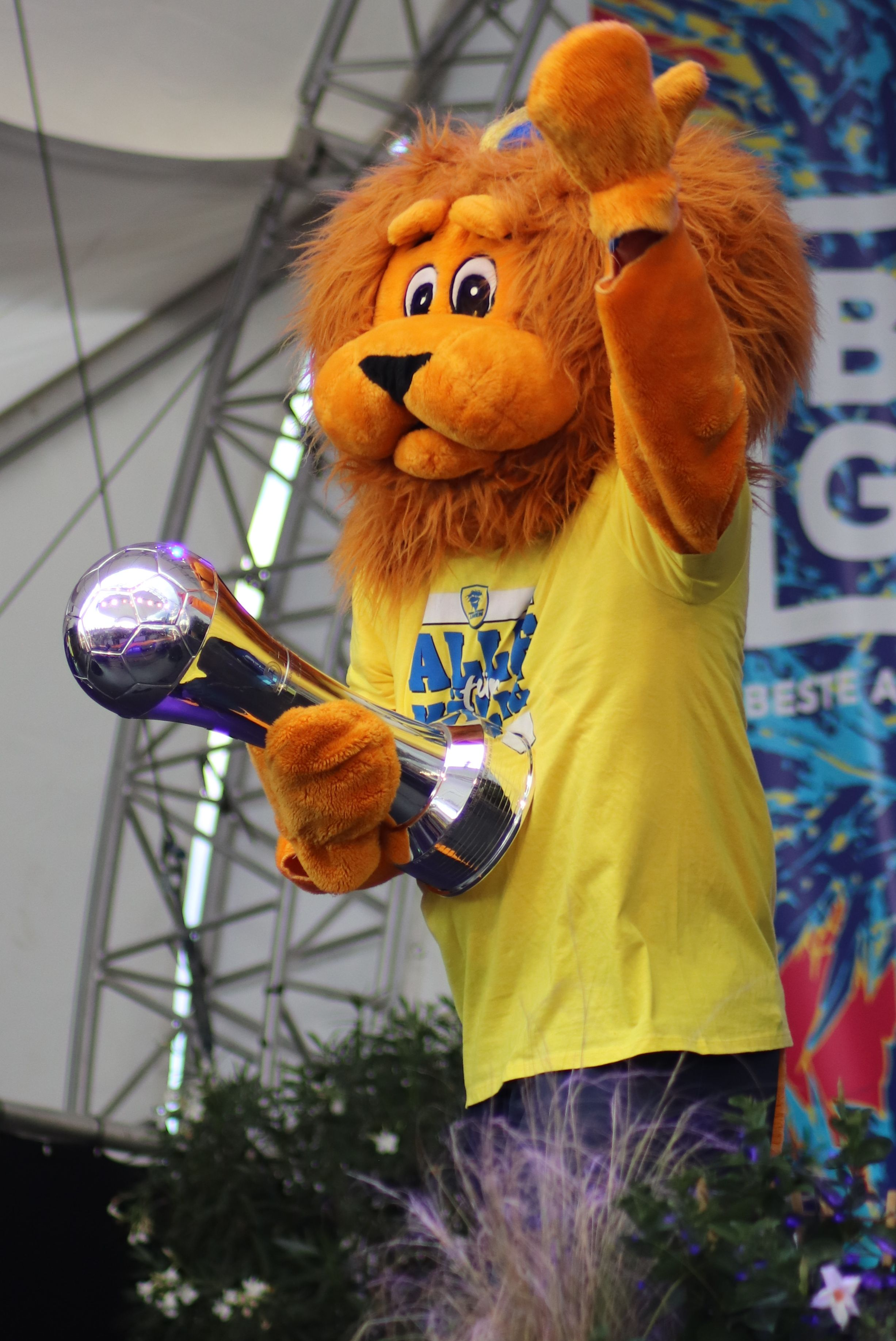
Conny, das Maskottchen der Rhein-Neckar Löwen mit dem DHB-Pokal 2023

Die Rhein-Neckar Löwen sind eine Mannschaft in der Handball-Bundesliga, die im Jahre 2002 als Spielgemeinschaft SG Kronau/Östringen gegründet wurde und den heutigen Namen seit 2007 trägt. Die Löwen sind in der Metropolregion Rhein-Neckar zu Hause; ihre Heimspielstätten sind die SAP Arena in Mannheim und der SNP Dome in Heidelberg.

## Geschichte

### Stammvereine Östringen und Kronau
Der TSV Östringen, einer der beiden Vorgängervereine der Löwen, wurde im Jahr 1900 gegründet und stellte 1927 seine erste Handballmannschaft. 1926 entstand der andere Vorgängerverein, die DJK Kronau mit Handball als Hauptsportart. Diese wurde 1932 Badischer und Süddeutscher Meister im Feldhandball. Im Halbfinale um die Deutsche (DJK-) Meisterschaft in Dortmund unterlag man vor 35.000 Zuschauern – geschwächt durch das verletzungsbedingte Ausscheiden des Torhüters – dem späteren Meister DJK Styrum 06 (Mülheim a.d. Ruhr) mit 6:11. Drei Jahre später entstand die TSG Kronau aus Fusion von DJK und SV Viktoria 1904. 1946 fusionierte auch der TV Östringen und es entstand aus der Fusion mit der DJK Östringen der TSV Östringen. Dieser qualifizierte sich erstmals 1957 für die Endrunde um die Badische Meisterschaft, verlor aber beide Spiele und zahlte gerade im Spiel gegen die SG Leutershausen mit einem 1:16 viel Lehrgeld. Auch der TSG Kronau blieb 1965 bei ihrer ersten Teilnahme an der Endrunde um die Badische Meisterschaft nur der zwölfte und letzte Platz, in der folgenden Spielzeit verbesserte sie sich bei der Endrunde um die Badische Meisterschaft aber auf den elften Platz.
Nachdem zur Saison 1966/67 die zweigleisige Bundesliga als höchste deutsche Spielklasse eingeführt worden war und im selben Jahr die Oberliga Baden als höchste badische und zweithöchste deutsche Spielklasse ihren Spielbetrieb aufgenommen hatte, stieg die TSG Kronau nach ihrer ersten Oberligasaison ab. Fünf Jahre später scheiterte sie in den Aufstiegsspielen zur Oberliga – in der mit 1.100 Zuschauern überfüllten Roter Sporthalle ging das Entscheidungsspiel gegen die SG Walldorf-Astoria mit 9:11 verloren. Ein Jahr später gelang aber als Meister der neu eingeführten Landesliga Süd der Wiederaufstieg in die Oberliga Baden. 1978 stieg dann auch der TSV Östringen in die Oberliga Baden auf und vier Spielzeiten später sogar in die Regionalliga Süd – zwei Jahre später allerdings folgte der Abstieg. 1985 schließlich stieg die TSG Kronau aus der Oberliga ab, während der TSV Östringen 1989 erneut in die Regionalliga Süd aufstieg – die TSG Kronau schaffte im selben Jahr zum zweiten Mal den Wiederaufstieg in die Oberliga Baden, und 1993 gelangte auch die TSG Kronau in die Regionalliga Süd. Doch zwei Spielzeiten später folgte der Wiederabstieg der TSG Kronau in die Oberliga Baden. Im selben Jahr erreichte der TSV Östringen die 2. Bundesliga Süd. 1996 feierte die B-Jugend der TSG Kronau mit einem Endspielsieg über den SC Magdeburg den Titel des Deutschen Meisters. Die TSG Kronau und der HV Bad Schönborn bildeten im Jahr darauf eine Spielgemeinschaft (HSG), die 1999 in die Regionalliga Süd aufstieg und 2000 sogar mit dem zweiten Aufstieg in Folge die 2. Bundesliga Süd erreichte. 2002 scheiterte der TSV Baden Östringen als Vizemeister der 2. Bundesliga Süd in den Relegationsspielen zur 1. Bundesliga am Nord-Vize Wilhelmshavener HV (21:25, 24:21).

### Spielgemeinschaft SG Kronau/Östringen

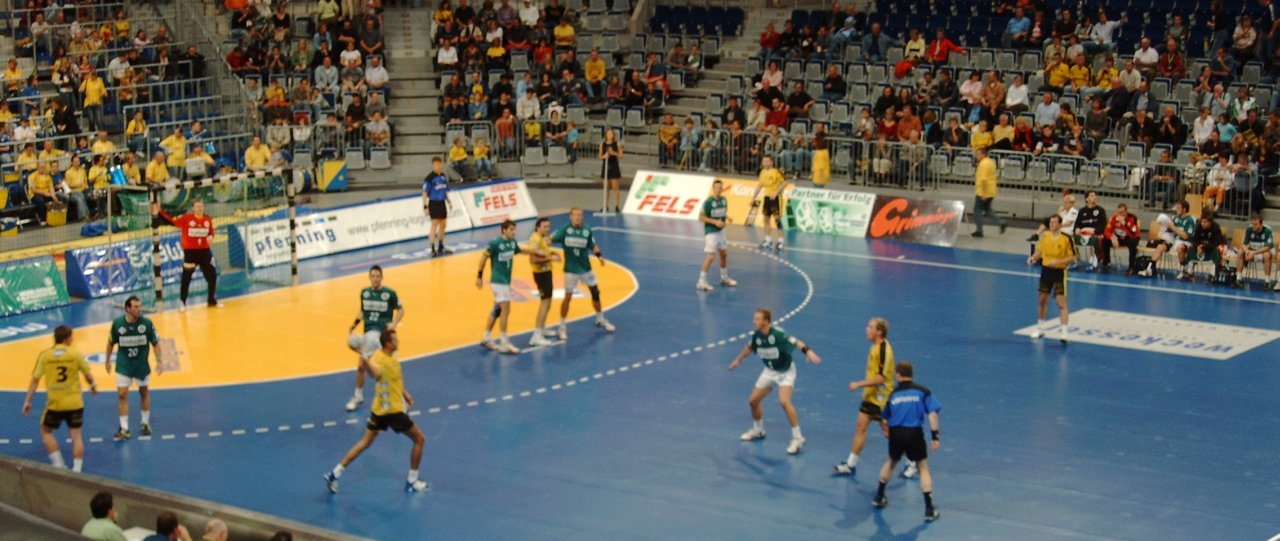
Die SG Kronau/Östringen im Angriff gegen die HSG Wetzlar 2006

Die SG Kronau/Östringen entstand schließlich am 1. Juli 2002 aus der Fusion der TSG Kronau mit dem TSV Baden Östringen. Heimspielstätte war die Rhein-Neckar-Halle Eppelheim. In der nächsten Saison glückte der Spielgemeinschaft der Aufstieg in die 1. Bundesliga, 2004 folgte allerdings der Wiederabstieg, der 2005 mit dem sofortigen Wiederaufstieg in die 1. Bundesliga behoben wurde. Die Heimspiele wurden ab der Saison 2005/06 in der neu errichteten SAP Arena in Mannheim ausgetragen. 2006 erreichte die SG Kronau/Östringen das Finale um den DHB-Pokal, das mit 25:26 gegen den HSV Hamburg verloren ging. Auch in der folgenden Spielzeit zog die SG Kronau/Östringen in das Finale um den DHB-Pokal ein und verlor erneut – mit 31:33 gegen den THW Kiel, auch weil sieben von zehn Siebenmetern vergeben wurden und man so eine 22:18-Führung aus den Händen gab. Danach wurde die 1. Herrenmannschaft offiziell in Rhein-Neckar Löwen (RNL) umbenannt.

### Rhein-Neckar Löwen 2008 bis 2014
2008 wurde mit den Finalspielen des Europapokals der Pokalsieger erstmals ein Europapokalfinale erreicht, in dem die Löwen auf Anhieb das Finale erreichten, aber dem ungarischen Vertreter MKB Veszprém KC unterlagen (32:37, 28:28). In der gleichen Spielzeit errang die A-Jugend der SG Kronau/Östringen mit einem Finalerfolg über die JSpG SC Magdeburg/Concordia Staßfurt den deutschen Meistertitel.
Nach Abschluss der Saison 2008/09 belegten die Rhein-Neckar Löwen in der Bundesliga den dritten Platz. Bei der erstmaligen Teilnahme an den Spielen der Champions League erreichte die Mannschaft das Halbfinale.
2010 wurde erneut das Finale des DHB-Pokal erreicht, zum dritten Mal verloren die Rhein-Neckar-Löwen aber, dieses Mal gegen den HSV Hamburg mit 33:34 (n. V.).
Am 19. Mai 2013 gewannen die Löwen den erstmals ausgetragenen EHF Europa Pokal, den Nachfolgewettbewerb von EHF-Pokal und Europapokal der Pokalsieger. Im Finale des Final Four-Turniers siegten sie gegen Gastgeber HBC Nantes mit 26:24 und sicherten sich damit den ersten Titel der Vereinsgeschichte.
In der Saison 2013/14 erreichten die Rhein-Neckar Löwen zum siebten Mal das Final Four des DHB-Pokals, wo sie im Halbfinale der SG Flensburg-Handewitt mit 26:30 unterlagen. In der Champions League wurde das Viertelfinale erreicht, wo die RNL das Heimspiel gegen den FC Barcelona mit 38:31 gewannen, das anschließende Rückspiel im Palau Blaugrana allerdings mit 24:31 verloren, so dass sie aufgrund der Auswärtstorregel ausschieden. In der Bundesliga ging das Team, aufgrund der gegenüber dem punktgleichen THW Kiel um sieben Treffer besseren Tordifferenz, als Tabellenführer in den letzten Spieltag. Sie gewannen zwar ihr Spiel gegen den VfL Gummersbach mit 40:35, aber weil die Zebras gleichzeitig die Füchse Berlin mit 37:23 besiegten, reichte es am Ende für die Löwen mit der um zwei Tore schlechteren Tordifferenz nur zum zweiten Platz. Mit Andy Schmid kam zum zweiten Mal der Spieler der Saison (MVP) aus dem Team der Löwen. Bester Torschütze war Uwe Gensheimer mit 209 Toren und Platz fünf in der HBL-Torjägerliste. Nach sieben Jahren als aktiver Spieler bei den Löwen beendete Kreisläufer und Abwehrspezialist Oliver Roggisch seine aktive Karriere und übernahm den Posten des sportlichen Leiters im Verein.

### Ära Jacobsen 2015 bis 2019
Zur Spielzeit 2014/15 wurde Nikolaj Jacobsen neuer Trainer. Im Rückraum wurde mit Mads Mensah ein weiterer für die Folgejahre wichtiger Däne verpflichtet. In der Bundesliga wurde man mit zwei Punkten Differenz erneut Vizemeister hinter dem THW Kiel. Andy Schmid erreichte seine zweite Auszeichnung als MVP, bester Torschütze war Uwe Gensheimer mit 218 Toren und Platz vier in der HBL-Torjägerliste. In der Champions League scheiterten die Löwen im Achtelfinale am ungarischen Club Pick Szeged. Wie im Vorjahr verlor man im Halbfinale des DHB-Pokals gegen die SG Flensburg-Handewitt. Am Ende der Saison begann man damit, Vereinslegenden zu würdigen, indem man ihre Trikotnummern für die Weiterverwendung sperrte und bei jedem Heimspiel die Trikots in überdimensionaler Größe unter dem Hallendach aufhängte. Kreisläufer Bjarte Myrhol war der erste Spieler, der diese Ehrung erhielt, als er im Juni 2015 verabschiedet wurde. Außerdem wechselte Niklas Landin von den Löwen zum THW Kiel.
Zu Saisonbeginn verpflichtete der Verein unter anderem mit Torwart Mikael Appelgren und Abwehrspezialist Hendrik Pekeler zwei wichtige neue Spieler. Nach zwei Saisons als Vizemeister wurden die Rhein-Neckar-Löwen in der Saison 2015/16 zum ersten Mal Deutscher Meister. Nach dem 35:23-Sieg am letzten Spieltag beim TuS N-Lübbecke lag die Mannschaft mit einem Punkt Vorsprung vor der SG Flensburg-Handewitt und hatte das mit Abstand beste Torverhältnis aller Mannschaften. Kurzfristig wurden nach dem Spiel zwei Flugzeuge gechartert, um nach einer abenteuerlichen Landung bei Schlechtwetter den Titel gemeinsam mit den Fans zu feiern. Zum dritten Mal in Folge wurde Andy Schmid MVP der Bundesliga und mit 164 Toren war er auch bester Werfer der Löwen. Kurz vor Beginn der Folgesaison im August 2016 gewannen die Löwen mit einem Sieg gegen den SC Magdeburg (27:24) auch erstmalig den Supercup. Den DHB-Pokalfluch konnte man weiterhin nicht besiegen und unterlag wieder im Halbfinale – erneut mit einem Tor Unterschied – gegen die SG Flensburg-Handewitt. Auch in der Champions League war wiederum im Achtelfinale Endstation. Nachdem man in Kroatien gegen RK Zagreb mit 24:23 gewonnen hatte, unterlag man in der SAP-Arena mit 29:31. Nach 13 Jahren bei den Löwen verließ Linksaußen Uwe Gensheimer am Ende der Saison die Rhein-Neckar-Löwen und unterschrieb einen Dreijahresvertrag bei Paris Saint-Germain. Auch er wurde in der oben beschrieben Form als Vereinslegende gewürdigt.

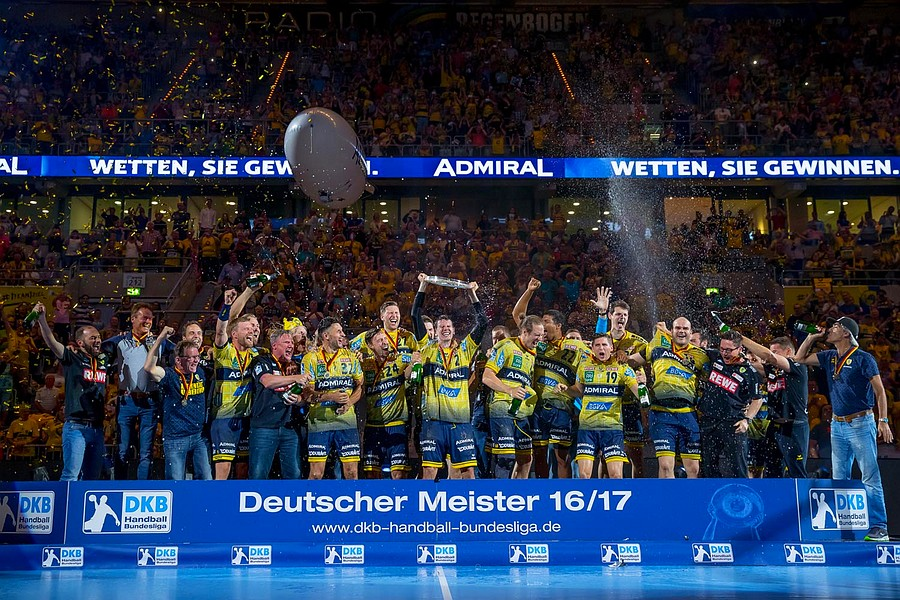
Deutscher Meister 2016/17

In der Saison 2016/17 verpflichteten die Rhein-Neckar-Löwen mit Andreas Palicka einen weiteren schwedischen Top-Torwart und Guðjón Valur Sigurðsson kehrte als Ersatz für Gensheimer vom FC Barcelona zu den Löwen zurück. In der Bundesliga konnten die Löwen ihren Meistertitel erfolgreich verteidigen. Dieses Mal sicherte man den Titelgewinn bereits am drittletzten Spieltag mit einem 28:19-Sieg gegen den THW Kiel bei einem Heimspiel in der SAP-Arena. Andy Schmid erhöhte seine MVP-Nominierungen auf vier und Sigurðsson war mit 201 Toren bester Torschütze auf Platz vier in der HBL-Torjägerliste. Im August 2017 verteidigten die Löwen ebenfalls den Supercup in einem spannenden Spiel nach Siebenmeterwerfen gegen den Pokalsieger THW Kiel. Auch im DHB-Pokal gab es keine Änderungen zur Vorsaison, zum fünften Mal in Folge (sechstes Mal insgesamt) scheiterte man an der SG Flensburg-Handewitt, zum vierten Mal in Folge im Halbfinale. Auch das Ergebnis in der Champions League glich dem im Vorjahr: wieder gewann man im Achtelfinale das Auswärtsspiel mit einem Tor, verlor aber im Heimspiel mit zwei Toren – Gegner war dieses Mal der THW Kiel.
Das Highlight der Saison 2017/18 war die Beendigung des Fluchs im DHB-Pokal. Zum elften Mal reiste die Mannschaft zum Final Four nach Hamburg. Im Halbfinale bezwang man den SC Magdeburg mit 31:24. In einem spannenden Finale besiegte man die TSV Hannover-Burgdorf mit 30:26, unter anderem durch eine überragende Leistung des Spielmachers Andy Schmid. Schmid holte sich in dieser Saison auch die fünfte Auszeichnung in Folge als MVP und war mit 189 Treffern bester Bundesliga-Torschütze. Weitere Individualauszeichnungen gingen an Nicolai Jacobsen als bester Trainer und Mikael Appelgren als bester Torwart. In der Bundesliga sah es lange Zeit nach dem dritten Titel aus, aber nach dem Pokalsieg gab es einen Leistungseinbruch, so dass man mit einem Punkt Rückstand hinter der SG Flensburg-Handewitt Vizemeister wurde. Im August 2018 gewannen die Löwen zum dritten Mal in Folge den Supercup gegen die SG Flensburg-Handewitt. In der Champions League wurde das Achtelfinal-Hinspiel gegen PGE Vive Kielce von der EHF auf den gleichen Termin angesetzt wie das Bundesligaspiel beim THW Kiel. Da man in der Bundesliga zu dem Zeitpunkt noch auf Kurs Meisterschaft war und unverständlicherweise keine Einigung mit den Verbänden erreicht werden konnte, schickte man die zweite Mannschaft aus der 3. Liga nach Kielce, die dort mit 17:41 unterlag. Nachdem die Bundesligamannschaft der Stammvereine Kronau und Östringen nun seit 10 Jahren unter dem Namen Rhein-Neckar Löwen antrat, kam dieser Name seit dieser Saison auch für alle anderen Teams und Jugendmannschaften der Spielgemeinschaft zur Anwendung.
Der Abgang einiger wichtiger Spieler (z. B. Hendrik Pekeler) aus den letzten erfolgreichen Jahren sorgten in der Saison 2018/19 für einen ersten Umbruch in der Bundesligamannschaft. Jannik Kohlbacher, Rückkehrer Steffen Fäth und Jesper Nielsen waren die wichtigsten Neuverpflichtungen, die diese Lücken schließen sollten. In der Bundesliga reichte es nach fünf Jahren auf den Plätzen eins und zwei für einen vierten Platz, wodurch man sich für den EHF-Europa-Pokal qualifizierte, aber die Qualifikation für die Champions League erstmals seit sechs Saisons verpasste. Bester Torschütze war erneut Andy Schmid mit 164 Treffern. Im DHB-Pokal verlor man im Viertelfinale nach Verlängerung bei den Füchsen Berlin. Im Achtelfinale des EHF-Pokals schied die Mannschaft erneut knapp, dieses Mal gegen den HBC Nantes aus. Nach 5 Jahren verließ Erfolgstrainer Nikolaj Jacobsen den Verein, nachdem er seit 2017 parallel auch Nationaltrainer in Dänemark war, 2019 den Weltmeistertitel holte und sich künftig auf diese Aufgabe konzentrieren wollte. Auch er wurde als Vereinslegende mit einem Trikot unter dem Hallendach geehrt.

### Neuaufbau ab 2019
Der Neuanfang sollte in der Saison 2019/20 mit Kristján Andrésson – seit 2016 schwedischer Nationaltrainer – gelingen. Nach einer erfolglosen Hinrunde in der Bundesliga trennte sich der Verein jedoch bereits nach wenigen Monaten wieder von Andrésson und präsentierte am 25. Februar 2020 Martin Schwalb als neuen Trainer. Nach einigen Siegen unter Schwalb wurde diese Saison jedoch nach Ausbruch der Corona-Pandemie vorzeitig abgebrochen. Die Löwen landeten aufgrund der sogenannten Quotientenregelung (Punkte in Relation zur Spielanzahl) auf Platz fünf und qualifizierten sich damit für die neu geschaffene EHF European League. Der bisherige EHF-Europa-Pokal wurde in der laufenden Saison aufgrund der Pandemie in der Gruppenphase abgebrochen. Im DHB-Pokal schied man trotz 16 Toren von Andy Schmid im Viertelfinale mit 30:31 gegen die TSV Hannover-Burgdorf aus. Zu Beginn der Saison kehrte Uwe Gensheimer nach drei Jahren bei Paris Saint-Germain zu den Rhein-Neckar-Löwen zurück und war in der Bundesliga auch gleich wieder mit 134 Treffern bester Torschütze der Löwen. Mit Gedeón Guardiola verließ ein wichtiger und beliebter Spieler den Verein, der ebenfalls als Vereinslegende geehrt wurde.
Die Corona-Pandemie beeinflusste auch die Saison 2020/21 massiv, die Spiele mussten überwiegend ohne Zuschauer stattfinden. Der DHB-Pokal fand nicht statt. Im Rückraum verstärkte man sich mit Albin Lagergren und Lukas Nilsson. Nach einer guten Hinrunde beendeten die Löwen die Bundesliga erneut auf dem fünften Tabellenrang, bester Torschütze war Andy Schmid mit 167 Toren. In der European League bekam der Verein die Austragung des Final Four zugesprochen und die Mannschaft qualifizierte sich für das Halbfinale. Hier unterlag man den Füchsen Berlin und beendete diesen Wettbewerb als Dritter hinter dem Sieger SC Magdeburg und den Füchsen. Für alle Heimspiele außerhalb der Bundesliga bezog der Verein erstmals im Heimspiel gegen RK Nexe am 30. März 2021 mit dem SNP Dome in Heidelberg eine neue Halle als Zweitspielort. Im Februar 2021 gab Martin Schwalb die Rückkehr als Vizepräsident zum HSV Hamburg bekannt.
Nachdem der künftige Trainer Sebastian Hinze für die nächste Saison 2022/23 bereits im April 2021 verpflichtet wurde, definierte man die Saison 2021/22 als Übergangsjahr unter dem langjährigen Co-Trainer Klaus Gärtner. Nach einer extrem enttäuschenden Hinrunde, in der man mehrfach aus den Top 10 der Tabelle rutschte, wurde Gärtner im Februar 2022 für die restliche Saison durch Ljubomir Vranjes ersetzt, den vierten Trainer seit dem Abgang von Jacobsen. Er schaffte es, die Mannschaft wieder ein wenig zu stabilisieren, aber der zehnte Platz in der Bundesliga war das schlechteste Ergebnis seit dem zweiten Aufstieg im Jahr 2005. Im DHB-Pokal schied man im ersten Spiel unter Vranjes gegen den späteren Sieger THW Kiel im Viertelfinale aus. Die zweite Qualifikationsrunde in der European League war bereits im September noch unter Gärtner die Endstation, allerdings ebenfalls gegen den späteren Titelträger Benfica Lissabon. Ein wichtiges Ereignis für die Zukunft der Mannschaft war der Wechsel auf der Position des Spielmachers. Hier hatte in den letzten zwölf Jahren Andy Schmid die erfolgreichste Phase der Löwen entscheidend geprägt. Er wurde am 8. Juni 2022 in einer großen Zeremonie verabschiedet, auch mit der Ehrung als Vereinslegende. Seine Rolle sollte Juri Knorr übernehmen, der bereits frühzeitig für diese Saison verpflichtet wurde und so noch ein Jahr gemeinsam mit Andy Schmid spielen konnte. Zuvor wurde im März 2022 auch Alexander Petersson noch nachträglich für seine Verdienste im Löwendress geehrt; bei seinem Abschied im Januar 2021 waren keine Zuschauer zugelassen. Im Gegensatz zu den Profis absolvierten die Junglöwen ihre erfolgreichste Saison. Sowohl die A-Jugend (U19) als auch die B-Jugend wurden Deutscher Meister und die Rhein-Neckar-Löwen II gewannen ihre Staffel in der 3. Liga.
Mit der Saison 2022/23 sollte neuer Schwung in den seit 2019 geplanten Neuanfang kommen. Wesentlicher Faktor sollte das neue Trainerteam mit Cheftrainer Sebastian Hinze, Co-Trainer Michal Jacobsen und Torwarttrainer Dragan Jerković werden. Auf der Spielerseite verstärkte man sich nur mit dem Kroaten Halil Jaganjac und dem Schweden Olle Forsell Schefvert. Diese beiden Spieler spielten aber eine entscheidende Rolle für den neuen Spielstil der Löwen. Grundlage dazu war eine deutlich stabilere Abwehr, in der die beiden genannten Spieler den neuen, sehr effektiven Mittelblock bildeten. Basierend darauf bauten die Löwen im Angriff vor allem auf ein konsequentes Tempospiel, welches hauptsächlich dafür verantwortlich war, dass man in diesem Jahr die meisten Tore in der Bundesliga warf. Spielmacher Juri Knorr kompensierte den Abschied von Andy Schmid schneller als erwartet und war mit seinen 213 Toren (Platz 2 in der Torjägerstatistik) und 126 Vorlagen ein weiterer wesentlicher Faktor im Angriff. Die Rhein-Neckar Löwen waren am 7. und 22. Spieltag Tabellenführer. Nach der zweiten Tabellenführung Anfang März 2023 folgte jedoch in der Bundesliga eine Niederlagenserie von sieben Spielen, wodurch die Mannschaft auf den Tabellenplatz fünf abrutschte und auf diesem auch bis Saisonende blieb. Mitten in dieser Niederlagenserie fand das Final Four im DHB-Pokal statt, erstmals in Köln. Im Halbfinale bezwang das Team der Löwen nach sechs Niederlagen den Pokal-Angstgegner SG Flensburg-Handewitt mit 38:31. Das Finale gegen den SC Magdeburg wurde nach dramatischem Verlauf nach Verlängerung und Siebenmeterwerfen von den Rhein-Neckar Löwen mit 36:34 gewonnen. Der junge Torwart David Späth wurde durch spielentscheidende Paraden zum Pokalhelden der Löwen.

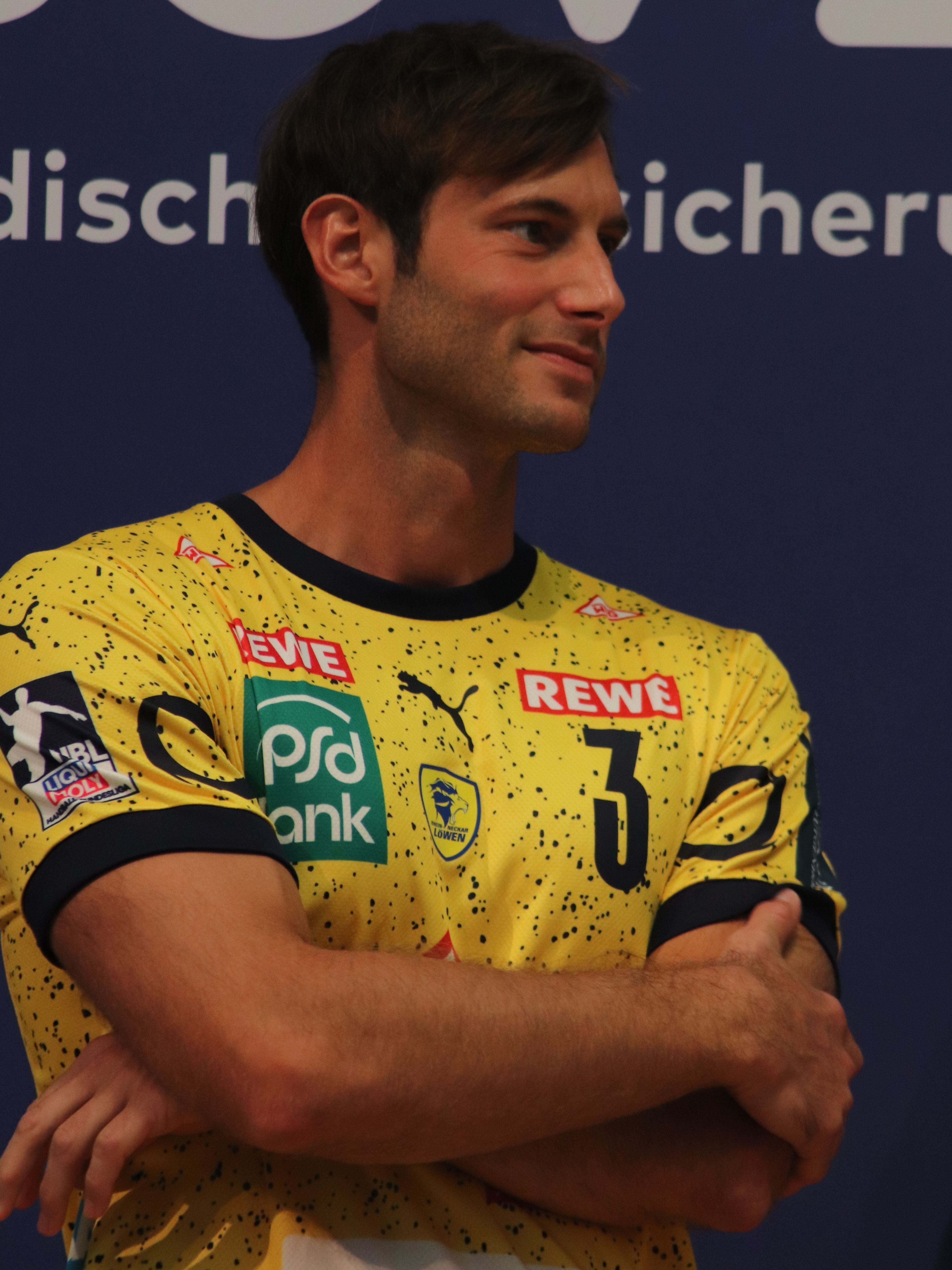
Uwe Gensheimer beendete seine Karriere 2024

In der Bundesliga spielten die Löwen 2023/24 mit 20 Niederlagen und einem 12. Platz ihre schlechteste Saison seit dem Wiederaufstieg im Jahr 2005. Die Saison begann mit vielen verletzten Schlüsselspielern wie Olle Forsell Schefvert, Halil Jaganjac, Uwe Gensheimer und zur Saisonmitte Patrick Groetzki. Die vier Neuverpflichtungen taten sich schwer mit dem Wechsel in die Bundesliga oder mit dem neuen Verein und konnten somit die Lücken nicht schließen. Das schnelle Tempospiel aus der Vorsaison konnten die Löwen nur teilweise wiederholen und eine schlechte Chancenverwertung sowie viele technische Fehler ließen die Mannschaft in der Tabelle immer weiter abrutschen. Ein anderes Gesicht zeigte das Team in der European League. Nach der Qualifikation gelang in der Vorrunde ein Heimsieg gegen einen der Favoriten HBC Nantes, in der Hauptrunde zwei Siege gegen die TSV Hannover-Burgdorf und im Viertelfinale schalteten die Löwen mit Sporting Lissabon einen weiteren Top-Favoriten aus. Im Final-Four in Hamburg unterlag das Team im Halbfinale den Füchsen Berlin, sicherte sich aber den 3. Platz im Wettbewerb gegen Dinamo Bukarest. Beim DHB-Pokal-Wettbewerb scheiterte die Mannschaft im Viertelfinale am späteren Pokalsieger und Deutschen Meister SC Magdeburg. Aufgrund anhaltender gesundheitlicher Probleme beendete Uwe Gensheimer am Ende der Saison seine langjährige Karriere. Der von vielen Experten als einer der weltweit besten Linksaußen bezeichnete Gensheimer übernahm den Posten des sportlichen Leiters bei den Rhein-Neckar Löwen. Ebenfalls zum Ende der Saison trennte sich der Verein von der Geschäftsführerin Jennifer Kettemann, deren Rolle kommissarisch von Holger Bachert übernommen wurde.
Mit Siegen gegen Kiel, Melsungen und Flensburg starteten die Löwen durchaus furios in die Saison 2024/2025. Im weiteren Saisonverlauf gab es durch sehr wechselhafte Leistungen aber auch vermeidbare Niederlagen gegen Leipzig, Eisenach, Erlangen oder Stuttgart. Dies hatte zur Folge, dass die Löwen die Saison auf Tabellenplatz 9 mit einer Bilanz von 36:32 Punkten abschlossen. Im Hintergrund bastelte der neue sportliche Leiter Uwe Gensheimer weiter am Kader für die Zukunft. Mit dem bereits festehenden Abgang des Spielmachers Juri Knorr zum dänischen Top-Klub Aalborg musste man vor allem im Rückraum aktiv werden. Zudem teilte der Verein nach der Hinrunde mit, die Verträge mit Cheftrainer Sebastian Hinze und Towarttrainer Dragan Jerkovic nicht über 2025 hinaus zu verlängern. Und auch Co-Trainer Michael Jacobsen wollte den Verein auf eigenen Wunsch nach dieser Saison verlassen. All dies hatte aber keinen negativen Einfluss auf die DHB-Pokal-Saison der Löwen. Nach einem Sieg in der 2. Runde gegen Eintracht Hagen, schmissen die Gelbhemden durchaus überraschend die Füchse Berlin in der 3. Runde aus dem Wettbewerb. Mit einem weiteren Sieg gegen Eisenach war das Ticket für das Final4-Turnier in Köln gebucht - die zweite Teilnahme innerhalb von drei Jahren. Beim Final4 musste man sich denkbar unglücklich und knapp im Halbfinale dem späteren Pokalsieger THW Kiel mit 31:32 n. V. geschlagen geben. Das Spiel um Platz 3 verlor man gegen die HBW Bahlingen-Weilstetten ebenfalls mit 31:32. Vor der Rückrunde teilte der Verein die Verpflichtung von Maik Machulla als neuem Cheftrainer mit. 11 Abgängen zum Saisonende - darunter kurz vor Trainingsstart zur neuen Saison auch die Wechsel von Ivan Martinovic und Löwen-Legende Mikael Appelgren zum ungarischen Top-Klub One Veszprem - stehen 11 Neuzugänge (inklusive Trainerteam) gegenüber. Damit leiten die Löwen einen der wohl größten Umbrüche des Vereins zur Spielzeit 2025/2026 ein. Auch der Vertrag von interims-Geschäftsführer Holger Bachert wurde um zwei weitere Jahre verlängert.

## Profimannschaft in der Saison 2025/26

### Aktueller Spielerkader
| Nr. | Nat          | Name                    | Posi-tion | Geburts-datum | Größe  | Vertrag seit | Vertrag bis | Letzter Verein                                        |
| --- | ------------ | ----------------------- | --------- | ------------- | ------ | ------------ | ----------- | ----------------------------------------------------- |
| 24  | Deutscher    | Patrick Groetzki        | RA        | 04.07.1989    | 1,89 m | 2007         | 2026        | SG Pforzheim/Eutingen                                 |
| 29  | Deutscher    | David Späth             | TW        | 29.04.2002    | 2,02 m | 2018         | 2027        | eigene A-, B-Jugend, RNL II (vorher TuS Dansenberg)   |
| 20  | Däne         | Mike Jensen             | TW        | 26.02.1995    | 2,07 m | 2025         |             | One Veszprém HC                                       |
| 77  | Niederländer | Dani Baijens            | RM        | 05.05.1998    | 1,82 m | 2025         |             | Paris Saint-Germain                                   |
| 25  | Isländer     | Haukur Þrastarson       | RM/RL     | 14.04.2001    | 1,92 m | 2025         |             | Dinamo Bukarest                                       |
| 4   | Däne         | Mathias Larson          | RM/RL     | 09.03.2001    | 1,86 m | 2025         |             | Elverum Håndball                                      |
| 13  | Deutscher    | Sebastian Heymann       | RL        | 01.03.1998    | 1,98 m | 2024         | 2027        | Frisch Auf Göppingen                                  |
| 45  | Kroate       | Halil Jaganjac          | RL        | 22.06.1998    | 2,00 m | 2022         | 2027        | RK NEXE Našice                                        |
| 7   | Deutscher    | Robert Timmermeister    | RL        | 09.04.2003    | 2,02 m | 2019         | 2026        | Leihe an HBW Balingen-Weilstetten                     |
| 11  | Kroate       | Lukas Sandell           | RR        | 03.02.1997    | 1,91 m | 2025         | 2026        | One Veszprém HC                                       |
| 78  | Schwede      | Edwin Aspenbäck         | RR        | 08.07.2000    | 1,96 m | 2025         | 2028        | TTH Holstebro                                         |
| 15  | Deutscher    | David Móré              | LA        | 13.06.2004    | 1,85 m | 2020         | 2027        | eigene A-, B-Jugend, RNL II (vorher TSV Niederraunau) |
| 8   | Deutscher    | Tim Nothdurft           | LA        | 11.07.1997    | 1,94 m | 2024         | 2027        | Bergischer HC                                         |
| 14  | Schweizer    | Gino Steenaerts         | RA        | 05.05.2005    | 1,84 m | 2025         | 2028        | HC Kriens-Luzern                                      |
| 80  | Deutscher    | Jannik Kohlbacher       | KM        | 19.07.1995    | 1,93 m | 2018         | 2026        | HSG Wetzlar                                           |
| 9   | Däne         | Steven Plucnar Jacobsen | KM        | 22.10.2000    | 1,93 m | 2023         | 2026        | GOG                                                   |

### Trainer- und Mitarbeiterstab
| Nat       | Name               | Position                     | Geburts-datum | Vertrag seit | Vertrag bis | Letzter Verein                                             |
| --------- | ------------------ | ---------------------------- | ------------- | ------------ | ----------- | ---------------------------------------------------------- |
| Deutscher | Maik Machulla      | Cheftrainer                  | 09.01.1977    | 2025         | 2028        | Aalborg Håndbold                                           |
| Deutscher | Michel Abt         | Co-Trainer                   | 25.07.1990    | 2025         | 2028        | Eulen Ludwigshafen                                         |
| Deutscher | Patrick Jahnke     | Torwart-Trainer              | 16.04.1980    | 2025         | 2028        | Eulen Ludwigshafen                                         |
| Deutscher | Uwe Gensheimer     | Sportlicher Leiter           | 26.10.1986    | 2024 (SL)    |             | 2003–2016 und 2019–2024 RNL, 2016–2019 Paris Saint-Germain |
| Deutscher | Florian Schulz     | Athletiktrainer, Teammanager | 18.05.1992    | 2018         |             |                                                            |
| Deutscher | Oliver Roggisch    | Sportkoordinator             | 25.08.1978    | 2014         |             | 2007–2014 RNL, davor SC Magdeburg                          |
| Deutscher | Stephan Maibaum    | Mannschaftsarzt              |               | 1997         |             | TSV Baden Östringen                                        |
| Deutscher | Ulrich Steinhauser | Internist                    |               |              |             |                                                            |
| Deutscher | Sascha Pander      | Physiotherapeut              |               |              |             |                                                            |
| Deutscher | Thilo Maier        | Physiotherapeut              |               |              |             |                                                            |
| Deutscher | Stefan Hoßfeld     | Mannschaftsbetreuer          |               |              |             |                                                            |
| Deutscher | Katharina Söhnlein | Sportpsychologin             |               | 2021         |             |                                                            |
| Deutscher | Kevin Gerwin       | Hallensprecher               | 14.03.1987    | 2013         | 2029        |                                                            |

### Transfers zur Saison 2025/26
| Zugänge              | Zugänge              | Zugänge  | Zugänge                                      |
| Nation               | Name                 | Position | abgebender Verein                            |
| -------------------- | -------------------- | -------- | -------------------------------------------- |
| Schweiz              | Gino Steenaerts      | RA       | HC Kriens-Luzern                             |
| Schweden             | Edwin Aspenbäck      | RR       | TTH Holstebro                                |
| Danemark             | Mathias Larson       | RM       | Elverum Håndball                             |
| Deutschland          | Robert Timmermeister | RL       | HBW Balingen-Weilstetten (zurück nach Leihe) |
| Island               | Haukur Þrastarson    | RM       | Dinamo Bukarest                              |
| Niederlande          | Dani Baijens         | RM       | Paris Saint-Germain                          |
| Danemark             | Mike Jensen          | TW       | One Veszprém HC                              |
| Schweden             | Lukas Sandell        | RR       | One Veszprém HC                              |
| Stand: 14. Juli 2025 |                      |          |                                              |

| Abgänge              | Abgänge                   | Abgänge  | Abgänge                  |
| Nation               | Name                      | Position | aufnehmender Verein      |
| -------------------- | ------------------------- | -------- | ------------------------ |
| Deutschland          | Juri Knorr                | RM       | Aalborg Håndbold         |
| Deutschland          | Valentin Willner          | KM       | TUSEM Essen              |
| Schweden             | Olle Forsell Schefvert    | RM       | MT Melsungen             |
| Danemark             | Jon Lindenchrone Andersen | RR       | Skjern Håndbold          |
| Schweden             | Gustav Davidsson          | RM       | Hammarby IF              |
| Deutschland          | Magnus Grupe              | RM       | HBW Balingen-Weilstetten |
| Deutschland          | Dave Hörnig               | TW       | HC Oppenweiler/Backnang  |
| Deutschland          | Cedric Mayer              | RA       | HC Oppenweiler/Backnang  |
| Deutschland          | Niklas Michalski          | RA       | HSG Krefeld Niederrhein  |
| Schweden             | Mikael Appelgren          | TW       | One Veszprém HC          |
| Kroate               | Ivan Martinović           | RR       | One Veszprém HC          |
| Stand: 17. Juli 2025 |                           |          |                          |

### Transfers zur Saison 2026/27
| Zugänge               | Zugänge            | Zugänge  | Zugänge                       |
| Nation                | Name               | Position | abgebender Verein             |
| --------------------- | ------------------ | -------- | ----------------------------- |
| Danemark              | Jacob Lassen       | RR       | Handball Sport Verein Hamburg |
| Deutschland           | Aron Seesing       | KM       | Bergischer HC                 |
| Deutschland           | Marius Steinhauser | RA       | TSV Hannover-Burgdorf         |
| Stand: 4. August 2025 |                    |          |                               |

| Abgänge               | Abgänge          | Abgänge  | Abgänge             |
| Nation                | Name             | Position | aufnehmender Verein |
| --------------------- | ---------------- | -------- | ------------------- |
| Schweden              | Lukas Sandell    | RR       | Ziel unbekannt      |
| Deutschland           | Patrick Groetzki | RA       | Karriereende        |
| Danemark              | Steven Plucnar   | KM       | Ziel unbekannt      |
| Stand: 1. August 2025 |                  |          |                     |

## Bekannte ehemalige Spieler
- Mikael Appelgren
- Karol Bielecki
- Ivan Čupić
- Kim Ekdahl Du Rietz
- Steffen Fäth
- Henning Fritz
- Uwe Gensheimer
- Róbert Gunnarsson
- Michael Haaß
- Chrischa Hannawald
- Mariusz Jurasik
- Andrej Klimovets
- Niclas Kirkeløkke
- Juri Knorr
- Niklas Landin Jacobsen
- Albin Lagergren
- Krzysztof Lijewski
- Holger Löhr
- Børge Lund
- Michael Müller
- Bjarte Myrhol
- Andreas Palicka
- Hendrik Pekeler
- Alexander Petersson
- Jackson Richardson
- Oliver Roggisch
- Andy Schmid
- Ulrich Schuppler
- Christian Schwarzer
- Guðjón Valur Sigurðsson
- Ólafur Stefánsson
- Marius Steinhauser
- Sławomir Szmal
- Grzegorz Tkaczyk
- Dmitri Torgowanow
- Oleg Velyky
- Steffen Weber
- Christian Zeitz

## Vereinslegenden
Seit 2015 werden die Rückennummern verdienter Spieler (Vereinslegenden) „gesperrt“, das heißt nicht mehr an aktive Spieler vergeben. Zu Ehren dieser Spieler wurden Banner mit den entsprechenden Nummern unter dem Dach der SAP-Arena angebracht.

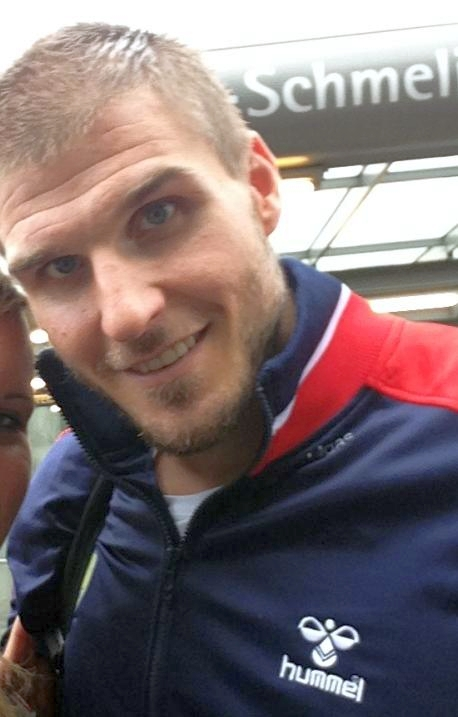
Bjarte Myrhol
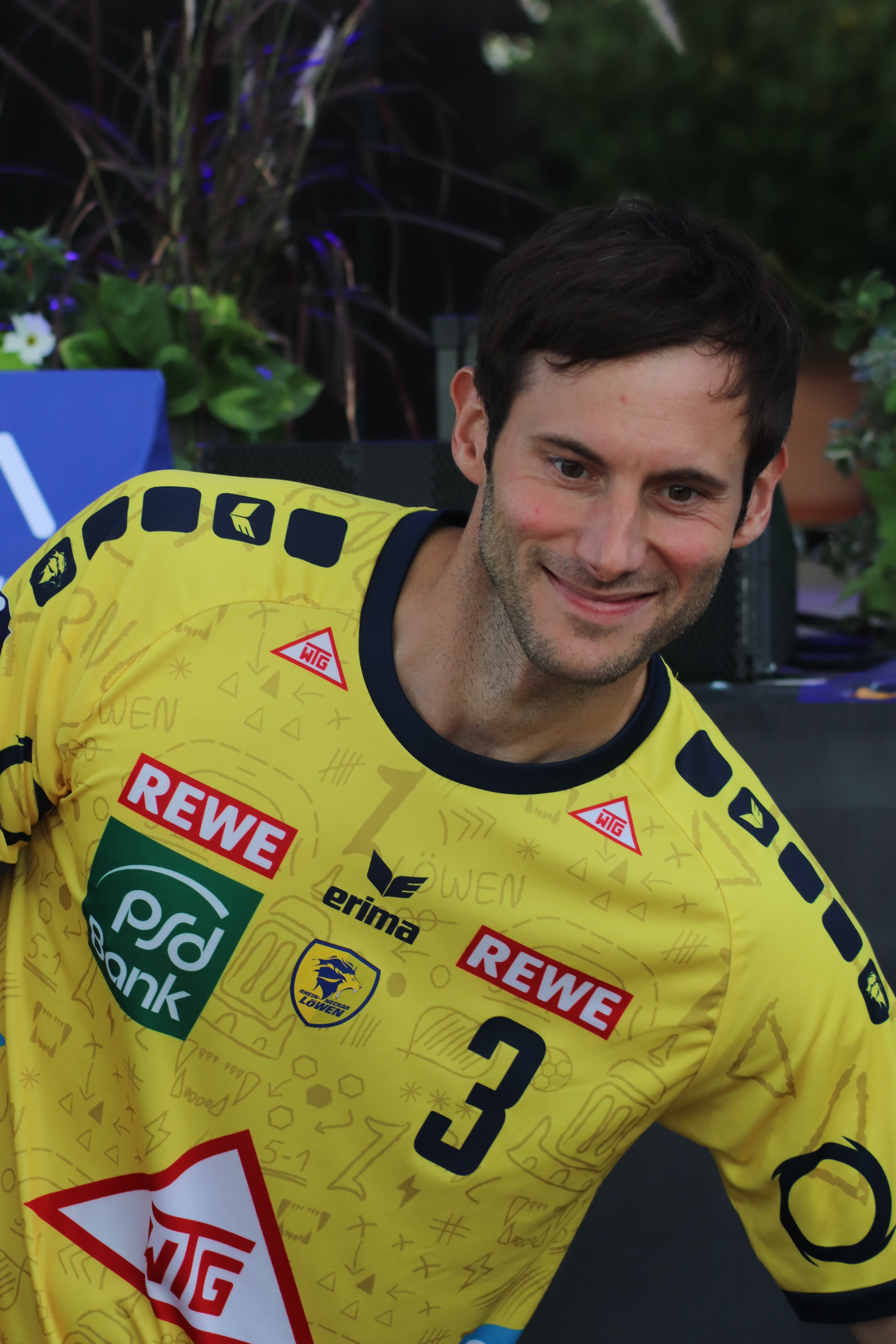
Uwe Gensheimer
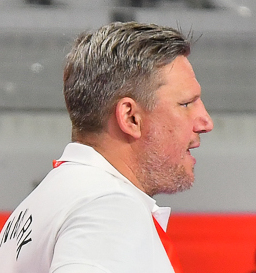
Nikolaj Jacobsen
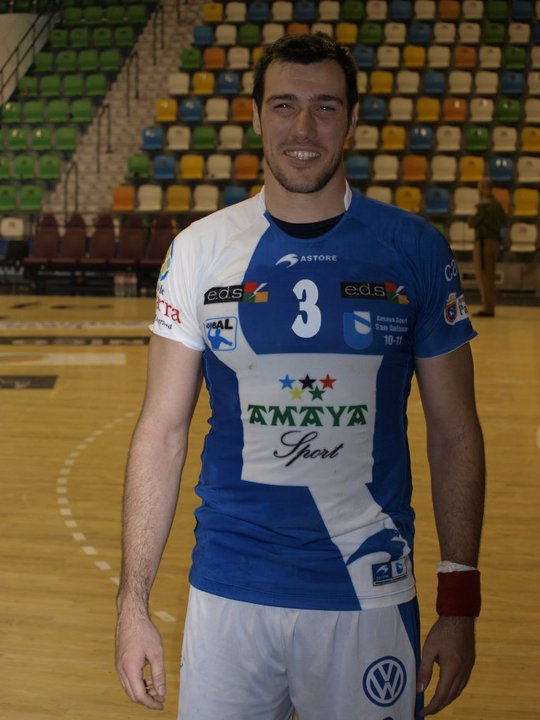
Gedeón Guardiola
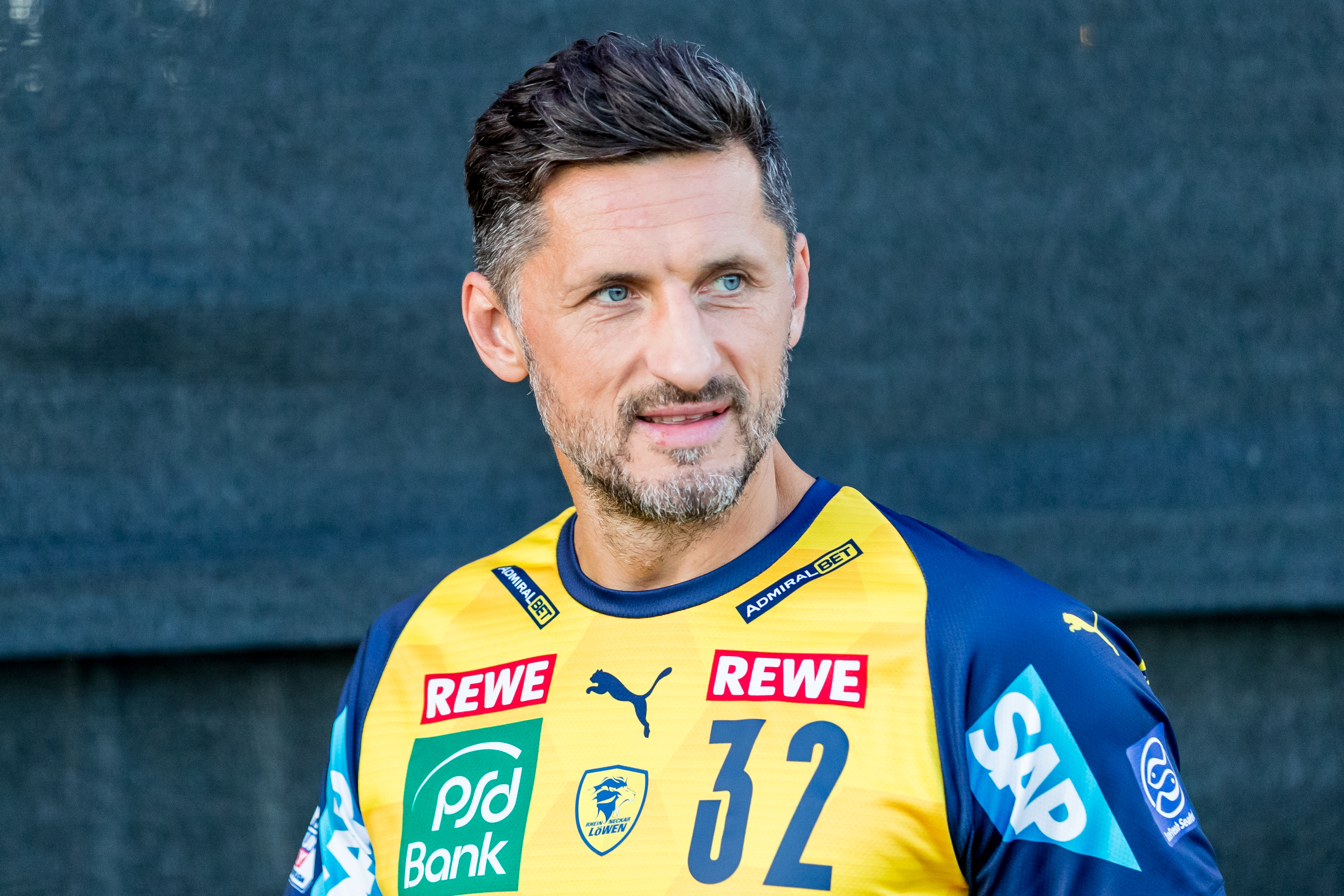
Alexander Petersson
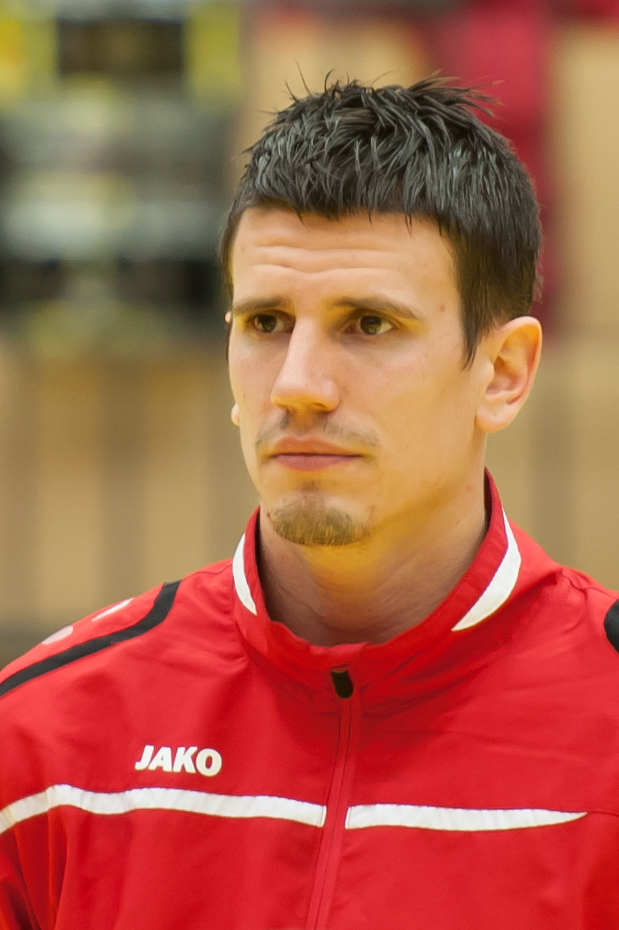
Andy Schmid

| Nr. | Spieler                  | Sperrjahr | Spieljahre          |
| --- | ------------------------ | --------- | ------------------- |
| 18  | Bjarte Myrhol            | 2015      | 2009–2015           |
| 03  | Uwe Gensheimer           | 2016      | 2003–2016 2019–2024 |
| C0  | Nikolaj Bredahl Jacobsen | 2019      | 2014–2019           |
| 30  | Gedeón Guardiola         | 2020      | 2012–2020           |
| 32  | Alexander Petersson      | 2021      | 2012–2021           |
| 02  | Andy Schmid              | 2022      | 2010–2022           |

## Überblick aller Trainer und deren Bilanz*
| Name(n)                    | von        | bis        | Spiele | Punkte | Quote | Erfolge                                                                       |
| -------------------------- | ---------- | ---------- | ------ | ------ | ----- | ----------------------------------------------------------------------------- |
| Sebastian Hinze            | 01.07.2022 | 30.06.2025 | 102    | 107    | 1,05  | DHB-Pokalsieger, 3. Platz EHF European League                                 |
| Ljubomir Vranjes           | 19.01.2022 | 30.06.2022 | 17     | 16     | 0,94  |                                                                               |
| Klaus Gärtner              | 01.07.2021 | 19.01.2022 | 17     | 14     | 0,82  |                                                                               |
| Martin Schwalb             | 25.02.2020 | 30.06.2021 | 41**   | 54     | 1,32  | 3. Platz EHF European League                                                  |
| Kristján Andrésson         | 01.07.2019 | 22.02.2020 | 23     | 30     | 1,30  |                                                                               |
| Nikolaj Bredahl Jacobsen   | 01.07.2014 | 30.06.2019 | 170    | 285    | 1,68  | 2× Deutscher Meister, 2× Vizemeister, DHB-Pokalsieger, 3× DHB-Supercup-Sieger |
| Guðmundur Guðmundsson      | 23.09.2010 | 30.06.2014 | 131    | 206    | 1,57  | EHF-Pokal-Sieger, Vizemeister, 2. Platz DHB-Pokal                             |
| Ola Lindgren               | 01.07.2009 | 23.09.2010 | 39     | 57     | 1,46  | 2. Platz DHB-Pokal                                                            |
| Wolfgang Schwenke          | 28.09.2008 | 30.06.2009 | 30     | 44     | 1,47  |                                                                               |
| Schwenke/Schwarzer         | 24.09.2008 | 27.09.2008 | 1      | 0      | 0,00  |                                                                               |
| Christian Schwarzer        | 18.09.2008 | 24.09.2008 | 1      | 1      | 1,00  |                                                                               |
| Juri Schewzow              | 01.07.2005 | 18.09.2008 | 106    | 139    | 1,31  | 2× 2. Platz DHB-Pokal, 2. Platz EHF Europapokal der Pokalsieger               |
| Rolf Bechtold              | 07.01.2005 | 30.06.2005 | -      | -      | -     | Aufstieg in die 1. Bundesliga                                                 |
| Frédéric Volle             | 01.07.2004 | 07.01.2005 | -      | -      | -     |                                                                               |
| Michael Roth/Rolf Bechtold | 01.07.2002 | 30.06.2004 | 34     | 18     | 0,53  | Aufstieg in die 1. Bundesliga                                                 |

*Die Bilanz zählt nur für Spiele in der 1. Bundesliga | Stand: 34. Spieltag der Saison 2024/25
**Die Spielzeit 2020 wurde aufgrund der Corona-Pandemie vorzeitig abgebrochen.

## Weitere Mannschaften, Junglöwen
Neben der Bundesligamannschaft sind in Kronau und Östringen noch viele weitere Teams im Einsatz. Seit 2017 treten alle Mannschaften einheitlich unter dem Namen Rhein-Neckar Löwen an und haben unter dem Begriff Die Junglöwen eine eigene Internetpräsenz bekommen.
Die 2. Herrenmannschaft (auch als U23 bezeichnet) spielt in der 3. Handball-Bundesliga und gewann in der Saison 2021/22 erstmals einen Meistertitel in der 3. Liga (Staffel F). Als zweite Mannschaft eines Teilnehmers in der ersten Liga darf die Mannschaft reglements-bedingt nicht an der Aufstiegsrunde zur 2. Handball-Bundesliga teilnehmen.
Für die diversen Jugendmannschaften richteten die Vereine ein Jugend-Leistungszentrum mit angeschlossenem Internat in Kronau ein, welches auch die Trainingsstätte der Bundesliga-Mannschaft ist. Die Rhein-Neckar-Löwen wurden im Jahr 2022 bereits zum 15. Mal mit dem Jugendzertifikat der Deutschen Handball-Liga (HBL) für die Jugendarbeit ausgezeichnet. Die U19 (bzw. A-Jugend) gewann in der Saison 2021/22 zum zweiten Mal nach 2008 die Deutsche A-Jugend-Meisterschaft im Finale gegen die Füchse Berlin. Die erste Mannschaft der U17 (B-Jugend) zog in der gleichen Saison nach und gewann die Deutsche B-Jugend-Meisterschaft gegen die SG Flensburg-Handewitt.
Ergebnisse der Junglöwen-Mannschaften in der Übersicht (ab 2011)
Über die einzelnen Teams der Rhein-Neckar-Löwen veröffentlicht der Verein jedes Jahr ein Saisonheft, in dem die Erfolge der einzelnen Mannschaften nachgelesen werden können.
| Saison  | RNL II (U23) 11 | RNL II (U23) 11 | A-Jugend (U19) | A-Jugend (U19)  | B-Jugend (U17)      | B-Jugend (U17) | C-Jugend (U15) | C-Jugend (U15) | Frauen | Frauen     | weibl. A-Jugend | weibl. A-Jugend | sonstige Erfolge                              |
| Liga    | Platz           | Liga            | Platz          | Liga            | Platz               | Liga           | Platz          | Liga           | Platz  | Liga       | Platz           | (siehe auch)    |                                               |
| ------- | --------------- | --------------- | -------------- | --------------- | ------------------- | -------------- | -------------- | -------------- | ------ | ---------- | --------------- | --------------- | --------------------------------------------- |
| 2011/12 | BW-OL 3         | 2. (Aufstieg)   | JBLH 1/ DM 2   | 2./ VF 13       | BW-M 8/ DM          | 1. / 2.        | BadL           | 3.             |        |            |                 |                 | BadL, mB-Jug. II: 1. / BzL 7, mB-Jug. III: 1. |
| 2012/13 | 3. Liga Süd     | 4.              | JBLH / DM      | 3. / ---        | BW-OL               |                | BadL           | 2.             |        |            |                 |                 |                                               |
| 2013/14 | 3. Liga Süd     | 5.              | JBLH / DM      | 1. / HF 13      | BW-OL / DM          | 2. / Gr.Rd.    | BadL           | 1.             | BadL   |            | KreisM          | 1.              | BadL, wB-Jug.: 1.                             |
| 2014/15 | 3. Liga Süd     | 5.              | JBLH / DM      | 2. / VF         | BW-OL               | 5.             | BadL 4         | 3.             | BadL   | 5.         | BW-OL           | 5.              |                                               |
| 2015/16 | 3. Liga Süd     | 6.              | JBLH / DM      | 5. / ---        | BW-OL / DM          | 1. / HF        | BadL / BW-M    | 1. / 2.        | LL 5   | 6.         | BadL            | 4.              | BzL, m. A-Jugend II : 1.                      |
| 2016/17 | 3. Liga Süd     | 7.              | JBLH / DM      | 1. / VF         | BW-OL / DM          | 1. / 2.        | BadL           | 5.             | VL 6   | 12.        | ---             |                 | BzL, m. A-Jugend II : 1.                      |
| 2017/18 | 3. Liga Süd     | 3.              | JBLH / DM      | 1. / VF         | BW-OL / DM          | 1. / 2.        | BadL / BW-M    | 1. / 1.        | LL     | 5.         | ---             |                 | LL, m.C-Jugend II : 1.                        |
| 2018/19 | 3. Liga Süd     | 2.              | JBLH / DM      | 1. / 2.         | BW-OL / DM          | 3. / ---       | BadL / BW-M    | 1. / 1.        | LL     | 3.         | ---             |                 | LL, m.D-Ju.: 1./ BzL, w.B-Ju.: 1.             |
| 2019/20 | 3. Liga Süd     | Abbruch 12      | JBLH / DM      | 1. / Abbruch 12 | BW-OL/ keine DM 12  | 1. 12          | BadL           | 1. 12          | LL     | 1. 12      | ---             |                 | LL, m.C-Jugend II : 1. 12                     |
| 2020/21 | 3. Liga Süd     | Abbruch 12      | JBLH / DM      | Abbruch 12/ HF  | BW-OL / DM          | Abbruch 12/ 2. | BadL           | Abbruch 12     | VL     | Abbruch 12 | BzL             | Abbruch 12      |                                               |
| 2021/22 | 3. Liga St.F    | 1.              | JBLH / DM      | 1./ D.Meister   | BW-OL Meist.Rd./ DM | 2./ D.Meister  | BadL           | 2.             | VL     | 4.         | BadL            | 4.              | LL, mC-Jugend II : 1.                         |
| 2022/23 | 3. Liga Süd     | 6.              | JBLH / DM      | 1./ 2.          | BW-OL / DM          | 2./ VF         | BadL / BW-M    | 1. / 2.        | VL     | 7.         | wB-Ju: BadL     | 1.              | BadL, mB-Ju.II: 1. / LL, mC-Ju.II: 1.         |
| 2023/24 | 3. Liga Süd     | 13.             | JBLH / DM      | 1./ 2.          | BW-OL / DM          | 1./ VF         | BadL / BW-M    | 1./ 2.         | VL     | 5.         | BadL            | 5.              | BadL, mB-Ju.II: 1. / LL, mC-Ju.II: 1.         |
| 2024/25 | 3. Liga Süd     | 7.              | JBLH / DM      | 5./ ---         | JBLH / DM           | 1./ HF         | BadL / BW-M    | 1./ 2.         | VL     | 5.         | LL              | 7.              | LL, mC-Ju.II: 1.                              |

Legende:

## Fanclub
Der Fanclub heißt „Baden-Lions“ und bezeichnet sich selbst als „Supporters der SG Kronau/Östringen“. Zusammen mit den Kieler „Zebrasprotten“ gelten die „Baden Lions“ als größter Fanclub der Handball-Bundesliga. Die „Baden-Lions“ sind der erste offizielle Fanclub der SG Kronau/Östringen und vermeldeten im April 2010 469 Mitglieder. Sie erstellen zu jedem Heimspiel der 1. Mannschaft parallel zum offiziellen Heimspielmagazin „Löwengebrüll“ ein eigenes Hallenheft, das „Gelbfieber“.
Seit der Saison 2014/2015 hat sich der Kreis der Fanclubs erweitert. Der „Handball-Fanclub Löwenzahn e. V.“ sowie die RIED-Supporters sind die beiden neuen Fanclubs der Rhein-Neckar Löwen. Nach Auflösung der RIED-Supporters ist nun seit 2018 der Fanclub „Alte Garde“ der dritte offizielle Fanclub der Rhein-Neckar Löwen.

## Größte Erfolge
- Deutscher Meister 2016, 2017
- Deutscher Vizemeister 2014, 2015, 2018
- DHB-Pokal-Sieger 2018, 2023
- DHB-Supercup-Sieger 2016, 2017, 2018
- EHF-Europa-Pokal-Sieger 2013
- Halbfinalist EHF-Pokal 2012, 2024
- Erreichen des EHF-Champions-League-Halbfinales 2009, 2011
- Finalist Europapokal der Pokalsieger 2008
- Finalist DHB-Pokal 2006, 2007, 2010
- Aufstieg in die Bundesliga 2003, 2005
- Deutscher A-Jugend-Meister 2008, 2022
- Deutscher B-Jugend-Meister 2022
- Höchster Auswärtssieg der Bundesliga-Geschichte: 42:19 beim ThSV Eisenach am 10. Mai 2014

## Saisonbilanzen
| Saison  | Spielklasse | Platz | Tore      | Punkte | DHB-Pokal     | DHB-Supercup | Champions League | Europapokal            |
| ------- | ----------- | ----- | --------- | ------ | ------------- | ------------ | ---------------- | ---------------------- |
| 2002/03 | 2. BL Süd   | 01    | 1000:0797 | 60:08  | 2. Runde      | --           | --               | --                     |
| 2003/04 | Bundesliga  | 16    | 0906:1015 | 18:50  | 2. Runde      | --           | --               | --                     |
| 2004/05 | 2. BL Süd   | 02    | 1113:0936 | 57:11  | 2. Runde      | --           | --               | --                     |
| 2005/06 | Bundesliga  | 06    | 0983:0951 | 38:30  | Finale        | --           | --               | --                     |
| 2006/07 | Bundesliga  | 08    | 0986:0945 | 42:26  | Finale        | --           | --               | Achtelfinale           |
| 2007/08 | Bundesliga  | 04    | 1095:0960 | 52:16  | Halbfinale    | --           | --               | Finale                 |
| 2008/09 | Bundesliga  | 03    | 1125:0985 | 50:18  | Halbfinale    | --           | Halbfinale       | --                     |
| 2009/10 | Bundesliga  | 04    | 1047:0923 | 49:19  | Finale        | --           | Viertelfinale    | --                     |
| 2010/11 | Bundesliga  | 04    | 1104:0980 | 53:15  | Halbfinale    | --           | Halbfinale       | --                     |
| 2011/12 | Bundesliga  | 05    | 1044:0953 | 48:20  | Achtelfinale  | --           | --               | Halbfinale             |
| 2012/13 | Bundesliga  | 03    | 0965:0850 | 54:14  | Viertelfinale | --           | --               | Sieger                 |
| 2013/14 | Bundesliga  | 02    | 1126:0892 | 59:09  | Halbfinale    | --           | Viertelfinale    | --                     |
| 2014/15 | Bundesliga  | 02    | 1093:0876 | 63:09  | Halbfinale    | --           | Achtelfinale     | --                     |
| 2015/16 | Bundesliga  | 01    | 0916:0704 | 56:08  | Halbfinale    | --           | Achtelfinale     | --                     |
| 2016/17 | Bundesliga  | 01    | 1011:0840 | 61:07  | Halbfinale    | Sieger       | Achtelfinale     | --                     |
| 2017/18 | Bundesliga  | 02    | 1043:0838 | 55:13  | Sieger        | Sieger       | Achtelfinale     | --                     |
| 2018/19 | Bundesliga  | 04    | 0960:0851 | 50:18  | Viertelfinale | Sieger       | Achtelfinale     | --                     |
| 2019/20 | Bundesliga* | 04    | 0775:0723 | 34:18  | Viertelfinale | --           | --               | Gruppenphase*          |
| 2020/21 | Bundesliga  | 05    | 1116:1023 | 50:26  | --            | --           | --               | 3. Platz               |
| 2021/22 | Bundesliga  | 10    | 0960:0965 | 30:38  | Viertelfinale | --           | --               | 2. Qualifikationsrunde |
| 2022/23 | Bundesliga  | 05    | 1133:1025 | 45:23  | Sieger        | --           | --               | --                     |
| 2023/24 | Bundesliga  | 12    | 0961:1022 | 26:42  | Viertelfinale | 2. Platz     | --               | 3. Platz               |
| 2024/25 | Bundesliga  | 09    | 1027:1027 | 36:32  | 4. Platz      | --           | --               | --                     |

*Alle Wettbewerbe wurden aufgrund der COVID-19-Pandemie vorzeitig beendet.
Kursive Wettbewerbe sind noch nicht ausgespielt.

## Entwicklung der Zuschauerzahlen
| Saison  | Zuschauerschnitt | Entwicklung |
| ------- | ---------------- | ----------- |
| 2002/03 | 1.596            | -           |
| 2003/04 | 2.965            | + 085,8 %   |
| 2004/05 | 1.951            | – 034,2 %   |
| 2005/06 | 7.268            | + 372,5 %   |
| 2006/07 | 8.349            | + 014,9 %   |
| 2007/08 | 9.246            | + 010,7 %   |
| 2008/09 | 7.923            | – 014,3 %   |
| 2009/10 | 7.431            | – 006,2 %   |
| 2010/11 | 8.033            | + 008,1 %   |
| 2011/12 | 6.574            | – 018,2 %   |
| 2012/13 | 7.867            | + 019,7 %   |
| 2013/14 | 7.301            | – 007,2 %   |
| 2014/15 | 8.887            | + 021,7 %   |
| 2015/16 | 8.783            | – 001,2 %   |
| 2016/17 | 8.569            | – 001,4 %   |
| 2017/18 | 008.222          | – 004,0 %   |
| 2018/19 | 7.932            | – 003,5 %   |
| 2019/20 | 8.319*           | + 004,8 %   |
| 2020/21 | 39**             | **          |
| 2021/22 | 3.828            | **          |
| 2022/23 | 7.687            | **          |
| 2023/24 | 8.061            | + 004,9 %   |
| 2024/25 | 8.400            | + 004,2 %   |

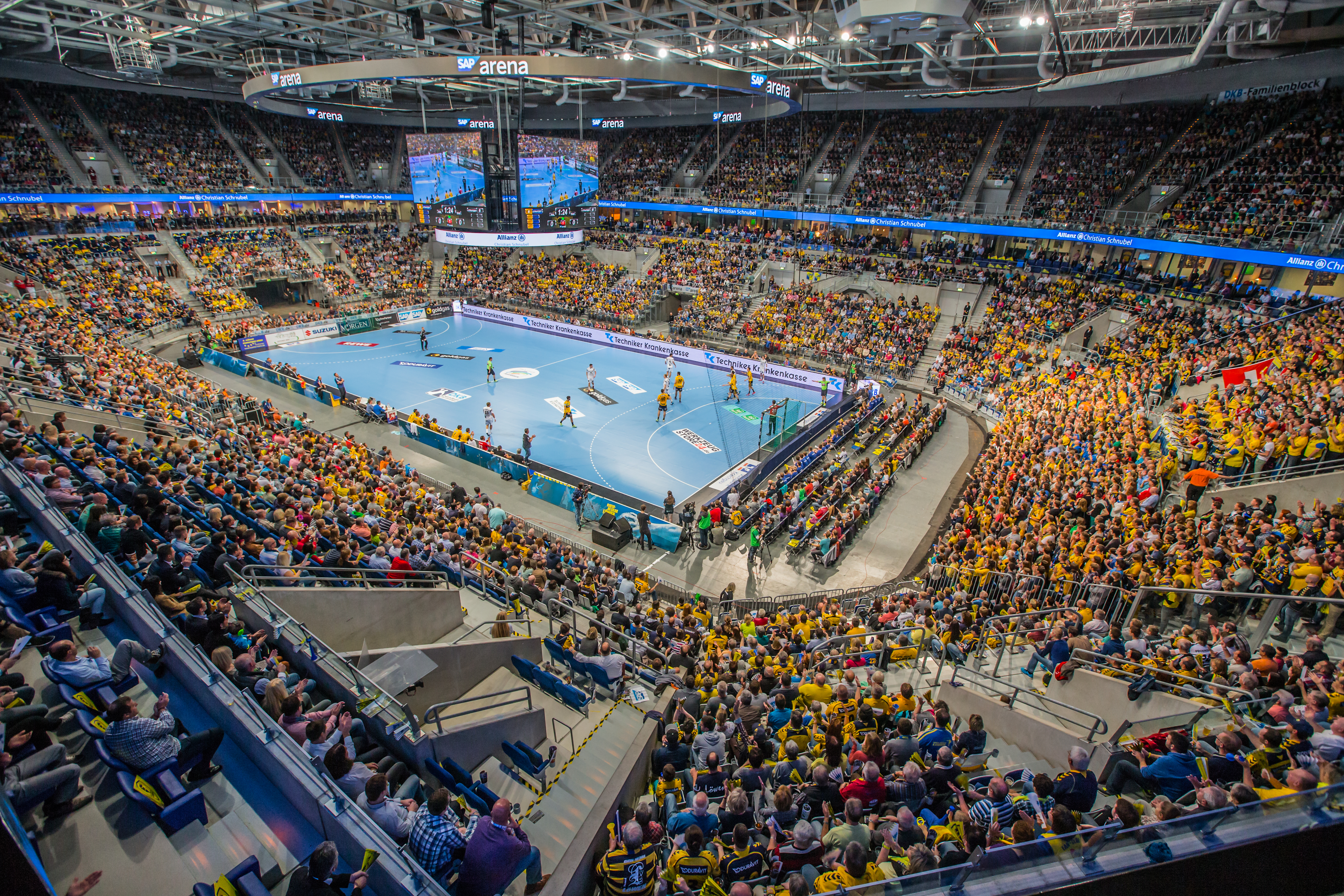
Ausverkaufte SAP-Arena

*bei 12 Heimspielen (Saison aufgrund der COVID-19-Pandemie vorzeitig abgebrochen).
**Aufgrund der Beschränkungen für Sportveranstaltungen während der COVID-19-Pandemie wurden lediglich für die letzten drei Heimspiele jeweils 250 Zuschauer in der SAP-Arena zugelassen. Auf eine Angabe der Zuschauerentwicklung wurde in den durch die Pandemie beeinflussten Saisons verzichtet.
Das Heimspiel der Rhein-Neckar-Löwen gegen den HSV am vierten Spieltag der Saison 2014/15 wurde im Rahmen eines Tages des Handballs am 6. September 2014 in der Commerzbank-Arena in Frankfurt ausgetragen. 44.189 Zuschauer verfolgten dieses Spiel, dies bedeutete zugleich Weltrekord für ein Hallenhandball-Spiel. Die vorherige Bestmarke war im Mai 2011 aufgestellt worden. 36.651 Besucher hatten im Brøndby-Stadion in Kopenhagen das dänische Meisterschaftsendspiel zwischen AG Kopenhagen und Bjerringbro-Silkeborg gesehen.

## Medien
Seit der Saison 2023/2024 überträgt der Sender Dyn alle Spiele der Handball-Bundesliga live und auf Abruf, damit auch alle Bundesliga-Spiele der Rhein-Neckar Löwen.